# Apanteles metagenes
Apanteles metagenes är en stekelart som beskrevs av Nixon 1965. Apanteles metagenes ingår i släktet Apanteles och familjen bracksteklar. Inga underarter finns listade i Catalogue of Life.